# Бои за Мариуполь (1919)
Битва за Мариуполь велась между 1-й Заднепровской Украинской советской дивизией и Добровольческой армией в марте 1919 года.

## История
19 марта состоялось первое наступление Днепровской дивизии, в ходе которого войска Нестора Махно после длительной перестрелки вынудили противника бежать в город. Это вызвало большую панику среди войск Добровольческой армии. 21 марта, прочитав приказ бригаде наступать в восточном направлении, Махно объяснил, что не может взять Мариуполь сразу и вынужден отступить от него. Впоследствии войска были передислоцированы, и город был занят 8-м и 9-м полками. Взятие города осложнялось наличием на рейде военных кораблей Антанты. Но Мариуполь был окружен с трех сторон, и в ближайшие дни должен был быть взят.

25 марта началось второе наступление, а 27 марта город был занят партизанами-махновцами. Народ встретил их радостно, и в городе немедленно были организованы комитет подпольной коммунистической партии большевиков, военно-революционный комитет и комиссариат советской народной милиции. Начальник 1-й Заднепровской дивизии Павел Дыбенко телеграфировал из освобожденного Мариуполя Совнаркому СССР:
8-й и 9-й полки и артиллерийский дивизион отличились в боях, разбив врага вдребезги и захватив богатую военную добычу. Стойкость и мужество полков были необычайными. Во время наступления полки попали под огонь противника и французской эскадры из 60 орудий. Несмотря на разрушительный огонь противника, полки шли без единого выстрела до столкновения с противником, после чего под командованием мужественного командира 8-го полка, неоднократно отличившегося в бою, товарища Крыленко атаковали. Вражеские укрепления были штурмованы. Во время штурма были потери: 18 убитых, 172 раненых. Враг был сброшен в море. Эти славные полки снова пошли в наступление без отдыха. Прошу наградить 8-й и 9-й полки, артиллерийский дивизион специальными Красными Знаменами и командира 8-го полка товарища Крыленко орденом Красного Знамени. Хочу поблагодарить командира 9-го полка товарища Тахтамышева и командиров батарей артиллерийского дивизиона. Было захвачено более 3 500 000 фунтов угля. Французская эскадра поспешно покинула порт после нашего ультиматума. За один день из порта вывезли 300 тысяч пудов угля. Погрузка угля продолжается. Средства пока отпущены. Дивизии срочно нужна комиссия по развертыванию и распределению угля. Два тральщика были захвачены и спешно приняты на вооружение, на тральщик я временно назначил старшин, машинистов, кочегаров трюма, связистов, рулевых и командиров, нужны были командиры, механики, штурман. В последовавшем наступлении сотни казаков сдались с оружием в руках. Наши части вплотную подошли к Таганрогу
Сам Нестор Махно был награждён Орденом Красного Знамени.